# انتفاضة سوناغاوا

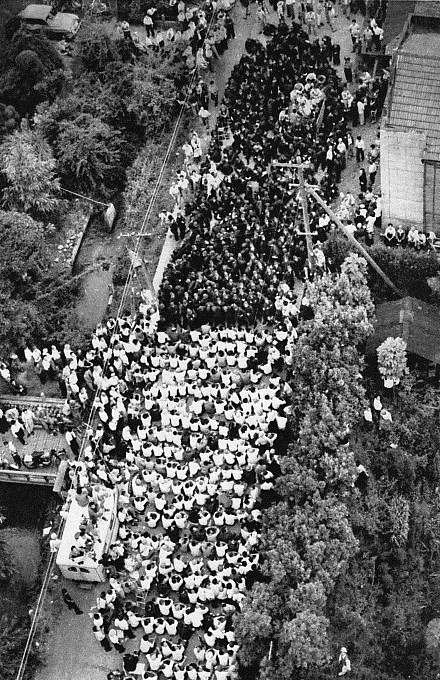
الشرطة (أعلاه) محاصرة من قبل المتظاهرين (أدناه)، سبتمبر 1955

كانت انتفاضة سوناغاوا (باليابانية: 砂川闘争) حركة احتجاجية في اليابان، بدأت عام 1955 واستمرت حتى عام 1957، ضد توسع قاعدة تاتشيكاوا الجوية التابعة للقوات الجوية الأمريكية في قرية سوناغاوا المجاورة. وقعت انتفاضة "سوناغاوا الدموية" في ذروة حركة مناهضة للقواعد العسكرية الأمريكية المتنامية، وتُذكر بأنها الأكثر كثافة وعنفًا من بين العديد من الاحتجاجات ضد القواعد العسكرية الأمريكية في اليابان

## أصول

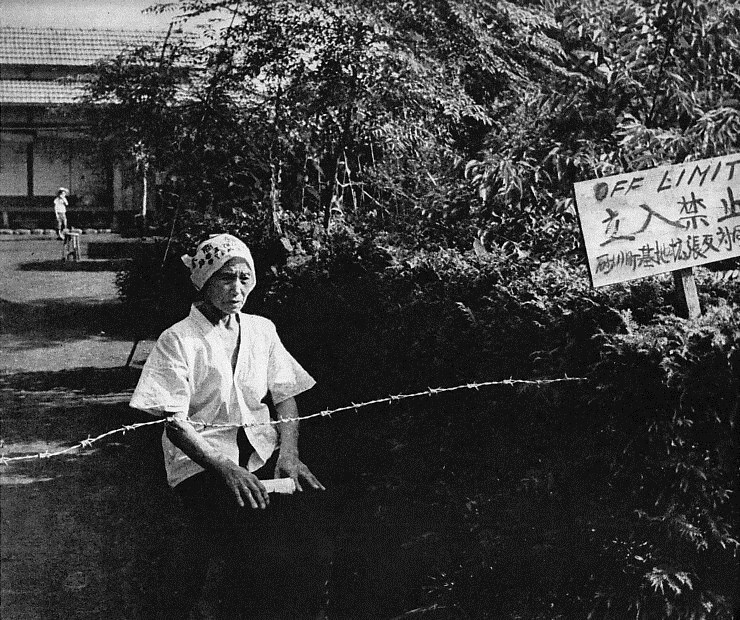
امرأة عجوز تجلس على أرضها خلف سلك شائك، تحمل لافتة مكتوب عليها "ممنوع الدخول"، سبتمبر 1955

في 4 مايو 1955، اتصل مسؤول من فرع تاتشيكاوا التابع لمكتب المشتريات في طوكيو (調達庁東京) برئيس بلدية سوناغاوا لإبلاغه بخطط توسيع مدرج مطار تاتشيكاوا. وقد اعتبرت القوات الجوية الأمريكية هذا التوسع ضروريًا لاستيعاب قاذفات أكبر حجمًا تعمل بمحركات نفاثة. ونتيجة لأمر من مسؤولي القاعدة التي تحتلها الولايات المتحدة، كانت خطط التوسع ستتضمن مصادرة الأراضي الزراعية وإخلاء 140 عائلة.
شكلت العائلات المحلية تحالف سوناغاوا المناهض لتوسع القواعد (砂川基地拡張反対同盟) وحاصروا أراضيهم في وجه مسّاحين حكوميين ومركباتهم. جذب نضالهم انتباه الحركة الوطنية المناهضة للقواعد، وسرعان ما شمل نقابات عمالية إقليمية ووطنية تابعة لاتحاد عمال سوهيو ذي التوجه اليساري، ونشطاء طلابيين راديكاليين من رابطة زينغاكورين للجمعيات الطلابية، وأعضاء الحزب الاشتراكي في البرلمان.  

## التصعيد

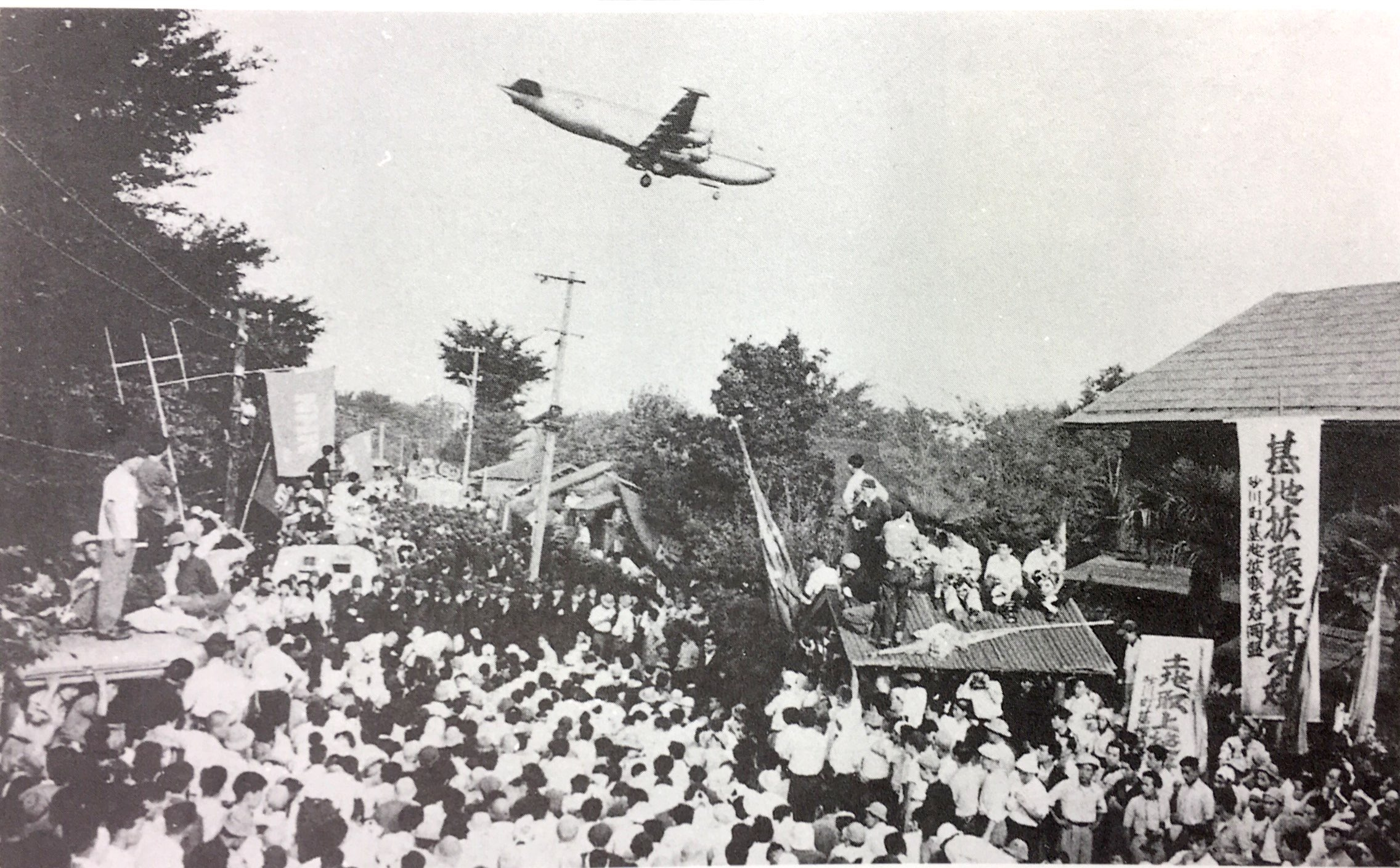
حشد من المتظاهرين، مع ظهور طائرة من المطار القريب في الخلفية، أكتوبر 1956

تصاعدت حدة الصراع بشكل كبير عندما أُرسلت الشرطة لإزالة الحواجز. ولأن سوناغاوا قريبة جدًا من طوكيو، بدأت زينغاكورين بنقل أعداد كبيرة من طلاب جامعات منطقة طوكيو بالحافلات لدعم القوى العاملة للمزارعين. وبدأت الاحتجاجات تتخذ أبعادًا وطنية أوسع، حيث صُوّرت خطابيًا على أنها معركة حاسمة لحماية "دستور السلام" الياباني ومقاومة الإمبريالية الأمريكية. وسرعان ما أصبح الصراع مشهدًا إعلاميًا.
أدرك طلاب زينغاكورين أنهم أمام كاميرات التلفزيون وأنهم مشمولون بتغطية الأخبار اليومية، فابتكروا أسلوبًا جديدًا للاحتجاج. فعلى عكس الطلاب المتظاهرين سابقًا، الذين كانوا غالبًا ما يسلحون أنفسهم في الاشتباكات مع الشرطة، حرص متظاهرو سوناغاوا على الجلوس دون سلاح. وارتدوا قمصانًا بيضاء وعصابات رأس بيضاء لتوضيح الدماء، وسمحوا عمدًا للشرطة بضربهم دون مقاومة. وقد نجح العنف أحادي الجانب في سوناغاوا في جذب التعاطف مع المتظاهرين، مما أدى إلى تغطية إعلامية أكثر إيجابية ونمو الحركة بشكل أكبر، وأكسب النضال لقب "سوناغاوا الدموية" (流血の砂川).

## الذروة والحل

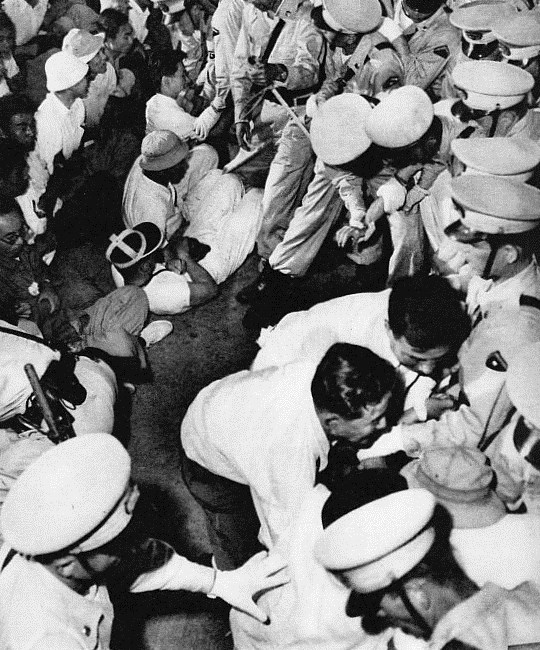
الشرطة تهاجم المتظاهرين، سبتمبر 1955

بلغت الاحتجاجات ذروتها في أكتوبر 1956، عندما هاجم ألفان من ضباط الشرطة، الذين كانوا يحاولون إخلاء المزارعين، ستة آلاف متظاهر، مما أسفر عن إصابة ألف شخص. وعلى الرغم من العنف، لم تتمكن الشرطة من إخلاء المتظاهرين. وبسبب الاستنكار الشعبي، لم تشن الشرطة مثل هذا الهجوم العنيف مرة أخرى. ومع عدم تمكن المساحين من القيام بعملهم للتحضير لتوسيع المدرج، تم "تعليق خطط التوسع إلى أجل غير مسمى" في أواخر عام 1957، وبعد ذلك الوقت تلاشت الاحتجاجات. لفترة من الوقت، كان الجيش الأمريكي لا يزال يأمل في إعادة تشغيل توسيع المدرج بعد مرور بعض الوقت، مما أجبر المزارعين على الحفاظ على بعض حواجزهم إلى أجل غير مسمى. ومع ذلك، في عام 1968، أبلغت القوات الجوية الأمريكية رسميًا الحكومة اليابانية بأنها ألغت خطط التوسع الخاصة بها. في عام 1977، وبعد انتهاء حرب فيتنام، نقلت الولايات المتحدة القاعدة إلى قوات الدفاع الذاتي اليابانية.

## تأثير
لم تؤدِّ قضية سوناغاوا إلى تأجيل خطط توسيع المدرج فحسب، بل ساعدت أيضًا في إيصال رسالة إلى القادة اليابانيين والأمريكيين حول مدى العداء الشعبي في اليابان للقواعد العسكرية التي تحتلها الولايات المتحدة. ونتيجةً جزئيًا للمشهد الدموي في سوناغاوا، أعلنت إدارة أيزنهاور عام 1957 عن تخفيض هائل في عدد القوات الأمريكية في اليابان بنسبة 40%، بما في ذلك جميع القوات البرية.
زعمت المؤرخة جينيفر ميلر أن احتجاجات سوناغاوا أقنعت الولايات المتحدة أيضًا بإعادة التفاوض على معاهدة الأمن الأمريكية اليابانية بشروط جديدة أكثر ملاءمة لليابان. وقد استُخدمت تكتيكات الاحتجاج غير المسلح التي بدأها طلاب زينغاكورين في سوناغاوا مرة أخرى في احتجاجات أنبو عام 1960 ضد المعاهدة الجديدة المنقحة.

### دينيس بانكس
كان دينيس بانكس (أوجيبوي)، وهو ناشط أمريكي وأحد مؤسسي حركة السكان الأصليين الأمريكيين، في القوات الجوية الأمريكية ومقره سوناغاوا. روى لاحقًا أنه أُمر بإطلاق النار على المتظاهرين لقتلهم خلال أعمال الشغب. وأشار إلى أن هذه التجربة كانت عاملًا رئيسيًا في قراره بتنظيم عدد من الاحتجاجات ضد الحكومة الأمريكية ومن أجل حقوق السكان الأصليين الأمريكيين في ستينيات وسبعينيات القرن الماضي. 

## قضية سوناغاوا
في خضم الاحتجاجات، في 8 يوليو 1957، وفي واقعة عُرفت باسم "حادثة سوناغاوا" (砂川事件)، تسلل بعض المتظاهرين إلى القاعدة الجوية. أُلقي القبض على سبعة منهم ووُجهت إليهم تهمة التعدي على ممتلكات الغير. وأصبحت قضيتهم قضيةً مشهورةً بعد أن شقت طريقها عبر المحاكم. في قضية سوناغاوا عام 1959 (ساكاتا ضد اليابان)، قضت محكمة طوكيو الجزئية في البداية بعدم دستورية القواعد الأمريكية، وكذلك معاهدة الأمن الأمريكية اليابانية بأكملها، وبرّأت المتظاهرين تمامًا. إلا أن المحكمة العليا اليابانية ألغت هذا القرار سريعًا.

### فهرس
- Kapur، Nick (2018). Japan at the Crossroads: Conflict and Compromise after Anpo. Cambridge, MA: دار نشر جامعة هارفارد. ISBN:978-0674984424. مؤرشف من الأصل في 2025-04-13.
- Miller، Jennifer (2019). Cold War Democracy: The United States and Japan. Cambridge, MA: دار نشر جامعة هارفارد. ISBN:978-0674976344. مؤرشف من الأصل في 2023-12-04.
- Wright، Dustin (3 مايو 2015). "'Sunagawa Struggle' ignited anti-U.S. base resistance across Japan". The Japan Times. مؤرشف من الأصل في 2025-02-21. اطلع عليه بتاريخ 2016-01-22.

## روابط خارجية
- حكم بشأن قضية ما يسمى "قضية سوناكاوا" 1959 (أ) 710 في المحكمة العليا في اليابان